# Lekkoatletyka na Letnich Igrzyskach Olimpijskich 1952 – dziesięciobój mężczyzn
Dziesięciobój mężczyzn podczas XV Letnich Igrzysk Olimpijskich w Helsinkach rozegrano 25 i 26 lipca 1952 na Stadionie Olimpijskim w Helsinkach. Zwycięzcą został reprezentant Stanów Zjednoczonych Bob Mathias, który tym samym obronił tytuł zdobyty cztery lata wcześniej. Ustanowił rekord świata uzyskując wynik 7887 punktów (według obecnie obowiązującej tabeli 7589 punktów).

## Rekordy

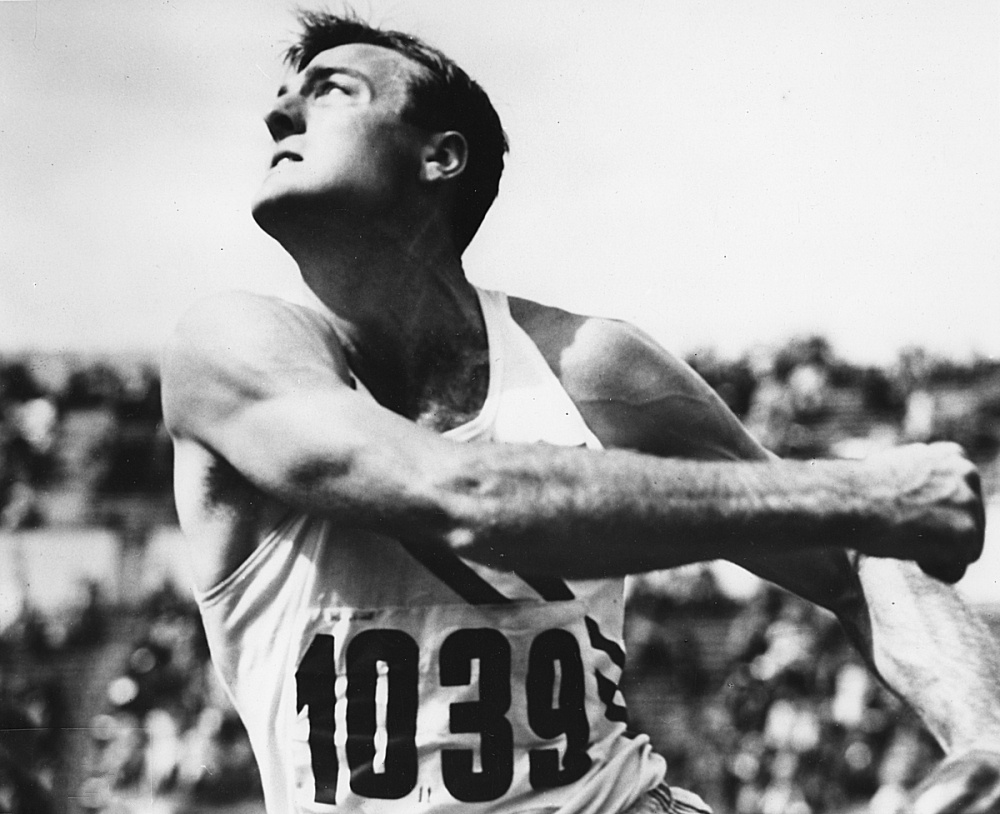
Bob Mathias

|                   | Zawodnik     | Narodowość        | Wynik             | Data                 | Miejsce |
| ----------------- | ------------ | ----------------- | ----------------- | -------------------- | ------- |
| Rekord świata     | Bob Mathias  | Stany Zjednoczone | 7829 (7543)       | 2 lipca 1952(dts)    | Tulare  |
| Rekord olimpijski | Glenn Morris | Stany Zjednoczone | 7900 (7310, 7354) | 8 sierpnia 1936(dts) | Berlin  |

## Wyniki
| Poz. - pozycja |
| – rekord świata \| – rekord krajowy \| – rekord życiowy \| = – wyrównany rekord życiowy \| · – najlepszy wynik w sezonie \| = – wyrównany najlepszy wynik w sezonie \| – rekord olimpijski |
| DNF – nie ukończył \| DNS – nie wystartował \| DSQ – zdyskwalifikowany \| NM – Brak zaliczonej wysokości                                                                                   |

| Poz. | Zawodnik           | Punkty        | 100    | W dal  | Kula    | Wzwyż  | 400    | 110 ppł | Dysk    | Tyczka | Oszczep | 1500   |
| ---- | ------------------ | ------------- | ------ | ------ | ------- | ------ | ------ | ------- | ------- | ------ | ------- | ------ |
| 1    | Bob Mathias        | 7887 (7589)   | 10,9 s | 6,98 m | 15,30 m | 1,90 m | 50,2 s | 14,7 s  | 46,89 m | 4,00 m | 59,21 m | 4:50,8 |
| 2    | Milt Campbell      | 6975 (6986)   | 10,7 s | 6,74 m | 13,89 m | 1,85 m | 50,9 s | 14,5 s  | 40,50 m | 3,30 m | 54,54 m | 5:07,2 |
| 3    | Floyd Simmons      | 6788 (6948)   | 11,5 s | 7,06 m | 13,18 m | 1,92 m | 51,1 s | 15,0 s  | 37,77 m | 3,60 m | 54,69 m | 4:53,4 |
| 4    | Władimir Wołkow    | 6674 (6902)   | 11,4 s | 7,09 m | 12,62 m | 1,75 m | 51,2 s | 15,8 s  | 38,04 m | 3,80 m | 56,68 m | 4:33,2 |
| 5    | Josef Hipp         | 6449 (6743)   | 11,4 s | 6,85 m | 13,26 m | 1,75 m | 51,3 s | 16,1 s  | 45,84 m | 3,50 m | 54,14 m | 4:57,2 |
| 6    | Göran Widenfelt    | 6388 (6679)   | 11,4 s | 6,76 m | 11,61 m | 1,94 m | 51,3 s | 16,1 s  | 39,53 m | 3,50 m | 49,36 m | 4:38,6 |
| 7    | Kjell Tånnander    | 6308 (6616)   | 11,4 s | 6,90 m | 12,97 m | 1,85 m | 52,6 s | 15,8 s  | 39,30 m | 3,50 m | 52,79 m | 4:57,2 |
| 8    | Friedel Schirmer   | 6118 (6513)   | 11,7 s | 6,37 m | 12,69 m | 1,80 m | 50,5 s | 16,0 s  | 57,01 m | 3,50 m | 54,00 m | 4:47,6 |
| 9    | Geoff Elliott      | 6044 · (6392) | 11,4 s | 6,44 m | 12,40 m | 1,75 m | 53,0 s | 15,7 s  | 34,21 m | 4,10 m | 49,56 m | 5:03,6 |
| 10.  | Siergiej Kuzniecow | 5937 (6352)   | 11,4 s | 7,09 m | 11,71 m | 1,65 m | 52,8 s | 16,4 s  | 41,04 m | 3,60 m | 43,19 m | 4:41,0 |
| 11.  | Hugues Frayer      | 5772 (6208)   | 11,6 s | 6,80 m | 12,36 m | 1,65 m | 51,3 s | 15,4 s  | 40,02 m | 3,40 m | 41,31 m | 5:14,4 |
| 12.  | Brígido Iriarte    | 5770 (6284)   | 11,6 s | 7,06 m | 11,66 m | 1,60 m | 53,1 s | 16,6 s  | 38,23 m | 3,40 m | 55,55 m | 4:49,8 |
| 13.  | Olli Reikko        | 5725 (6198)   | 11,3 s | 6,66 m | 11,85 m | 1,70 m | 50,3 s | 18,8 s  | 30,72 m | 3,50 m | 51,41 m | 4:28,0 |
| 14.  | Eeles Landström    | 5694 (6147)   | 12,0 s | 6,70 m | 11,75 m | 1,75 m | 56,7 s | 17,1 s  | 34,51 m | 4,20 m | 57,61 m | 5:01,0 |
| 15.  | Oto Rebula         | 5648 (6178)   | 11,7 s | 6,64 m | 12,90 m | 1,65 m | 54,3 s | 16,0 s  | 38,55 m | 3,40 m | 51,39 m | 5:01,8 |
| 16.  | Fernando Fernandes | 5604 (6132)   | 11,5 s | 6,52 m | 11,20 m | 1,70 m | 51,2 s | 15,8 s  | 34,27 m | 3,00 m | 43,55 m | 4:37,0 |
| 17.  | Hernán Figueroa    | 5592 (6126)   | 11,7 s | 6,38 m | 12,87 m | 1,60 m | 52,8 s | 16,4 s  | 38,08 m | 3,50 m | 51,22 m | 4:58,2 |
| 18.  | Max Wehrli         | 5561 (6075)   | 11,8 s | 6,48 m | 12,73 m | 1,60 m | 54,7 s | 16,4 s  | 36,81 m | 3,80 m | 51,08 m | 4:58,6 |
| 19.  | Bob Adams          | 5530 (6049)   | 11,8 s | 6,22 m | 12,01 m | 1,75 m | 55,2 s | 16,6 s  | 42,45 m | 3,70 m | 44,83 m | 4:57,0 |
| 20.  | Héctor Román       | 5264 (5884)   | 11,7 s | 6,47 m | 11,56 m | 1,65 m | 52,7 s | 16,4 s  | 32,98 m | 3,40 m | 49,80 m | 5:14,4 |
| 21.  | Reinaldo Oliver    | 5228 (5859)   | 11,9 s | 6,15 m | 10,22 m | 1,70 m | 53,4 s | 16,7 s  | 29,95 m | 3,50 m | 56,68 m | 4:51,8 |
| –    | Erkki Hautamäki    | DNF           | 12,1 s | 6,37 m | 12,19 m | 1,70 m | 53,9 s | 16,3 s  | 37,20 m | 3,40 m | 53,56 m | –      |
| –    | Ignace Heinrich    | DNF           | 11,5 s | 7,10 m | 12,83 m | 1,88 m | 51,0 s | 16,0 s  | –       | –      | –       | –      |
| –    | Carlos Vera        | DNF           | 11,1 s | 6,96 m | 9,52 m  | 1,75 m | –      | –       | –       | –      | –       | –      |
| –    | Georges Breitman   | DNF           | 13,8 s | 5,43 m | 9,28 m  | 1,50 m | 1:03,9 | –       | –       | –      | –       | –      |
| –    | Fotis Kosmas       | DNF           | 11,5 s | 6,20 m | –       | –      | –      | –       | –       | –      | –       | –      |
| –    | Piotr Kożewnikow   | DNF           | 11,4 s | 5,80 m | –       | –      | –      | –       | –       | –      | –       | –      |
| –    | Pat Leane          | DNF           | 11,9 s | 5,22 m | –       | –      | –      | –       | –       | –      | –       | –      |
| –    | Hércules Azcune    | DNS           |        |        |         |        |        |         |         |        |         |        |
| –    | Örn Clausen        | DNS           |        |        |         |        |        |         |         |        |         |        |
| –    | Edmundo Ohaco      | DNS           |        |        |         |        |        |         |         |        |         |        |
| –    | Jeorjos Rumbanis   | DNS           |        |        |         |        |        |         |         |        |         |        |
| –    | Ray Weinberg       | DNS           |        |        |         |        |        |         |         |        |         |        |